# Thomas Midgley Jr.
Thomas Midgley Jr, född den 18 maj 1889 i Beaver Falls, Pennsylvania, död den 2 november 1944 i Worthington, Ohio, var en amerikansk kemist och uppfinnare. Midgley kan sägas ha varit förföljd av otur – han gjorde två viktiga uppfinningar, som idag dock ses som miljöproblem, och en tredje uppfinning tog hans eget liv.

## Tetraetylbly mot motorknackningar
Midgley avlade examen i maskinteknik vid Cornell University 1911. När han arbetade vid Dayton Engineering Company kom han att intressera sig för problemet med att förhindra knackningar i förbränningsmotorer, alltså att bränslet antänds för tidigt. Midgley hade teorin att ett rött färgämne skulle få bränslet att absorbera värme jämnare och därför förhindra knackning. Han prövade med jod som mycket riktigt minskade knackningstendensen. Men eftersom den färglösa etyljodiden fungerade lika bra kunde det inte bero på färgen i sig. 
Midgley förstod att han måste läsa kemi och ägnade flera år åt självstudier i ämnet. 1921 upptäckte han så tetraetylbly, som fortfarande är det bästa kända antiknackmedlet. Miljöproblemen gör ändå att vi numer i allt högre grad försöker använda oblyad bensin med andra typer av oktantalshöjande tillsatser. 
I samband med att han utvecklade en metod att förhindra blyavlagringar i motorn, fann han även en teknik att utvinna grundämnet brom ur havsvatten, en metod som alltjämt är den viktigaste för utvinning av brom i stor skala.

## Freon till kylskåp
I slutet av 1920-talet var det dags för Midgleys nästa epokgörande uppfinning. Kylskåp för hemmabruk hade börjat dyka upp på marknaden, men de dittills vanligaste kylmedierna ammoniak, metylklorid och svaveldioxid, var alla giftiga. Vad som behövdes var en ogiftig, ej brandfarlig gas som lätt blev flytande när den utsattes för övertryck. 1928 syntetiserade Midgley difluorklormetan (freon). Vid en presentation för en kemistsammankomst demonstrerade han själv gasens ofarlighet genom att dra in ett djupt andetag av den och låta den sippra ut över ett tänt stearinljus, som därvid slocknade. Freon blev snart allmänt använt som kylbärare i kylskåp, frysar och luftkonditioneringsanläggningar. Senare fick det betydelse som drivgas i sprayburkar. Men freon har också visat sig vara en stor miljöbov, som bryter ner det ozonskikt högt upp i atmosfären som skyddar oss från solens ultravioletta ljus.

## Dödsolycka
Midgley fick själv aldrig uppleva den ändrade synen på hans uppfinningar. 1940 drabbades han av polio och förlamades. Han konstruerade då ett slags sele med hissanordningar för att själv kunna ta sig ur sängen. I november 1944 råkade han strypa sig själv till döds i selen.